# Gerry Byrne
Gerald "Gerry" Byrne (Liverpool, Anglaterra, 29 d'agost de 1938 - Wrexham, 28 de novembre de 2015) va ser un futbolista anglès que jugava com a defensa.

## Internacional
Va ser internacional amb la selecció de futbol d'Anglaterra en dues ocasions.

### Participacions en Copes del Món
| Mundial                        | Seu        | Resultat |
| ------------------------------ | ---------- | -------- |
| Copa Mundial de Futbol de 1966 | Anglaterra | Campió   |

## Clubs
| Club      | País       | Any       |
| --------- | ---------- | --------- |
| Liverpool | Anglaterra | 1957-1969 |

## Palmarès

### Campionats nacionals
| Títol           | Club      | País       | Any  |
| --------------- | --------- | ---------- | ---- |
| Second Division | Liverpool | Anglaterra | 1962 |
| First Division  | Liverpool | Anglaterra | 1964 |
| Charity Shield  | Liverpool | Anglaterra | 1964 |
| FA Cup          | Liverpool | Anglaterra | 1965 |
| Charity Shield  | Liverpool | Anglaterra | 1965 |
| First Division  | Liverpool | Anglaterra | 1966 |
| Charity Shield  | Liverpool | Anglaterra | 1966 |

### Copes internacionals
| Títol                  | Selecció   | País       | Any  |
| ---------------------- | ---------- | ---------- | ---- |
| Copa Mundial de Futbol | Anglaterra | Anglaterra | 1966 |